# Cătunu (okręg Prahova)
Cătunu – wieś w Rumunii, w okręgu Prahova, w gminie Berceni. W 2011 roku liczyła 687 mieszkańców.